# Friedrich Lehmus
Friedrich Theodor Eduard Lehmus (* 28. Februar 1806 in Rothenburg ob der Tauber; † 15. März 1890 in Fürth) war der Vater von Emilie Lehmus und Pfarrer in Fürth sowie Gründer einer der ersten Kinderbewahranstalten in Deutschland.
Friedrich Lehmus gründete eine Kinderbewahranstalt und das Carolinenstift. Auf seine Anregung wurde ein Armen- und Krankenverein ins Leben gerufen. In den Kriegen 1866 und 1870 war er Vorstand der evangelischen Felddiakonie. 

## Leben
Lehmus wurde 1806 als zweites Kind des Stadtpfarrers von Rothenburg ob der Tauber Gottlieb Albrecht Lehmus und Urenkel von Johann Adam Lehmus geboren. Nach dem Besuch des Gymnasiums in Ansbach studierte er 1825 in Erlangen Theologie. 1830 wurde er Hofmeister zu Künzelsau. 
Nach bestandener Anstellungsprüfung in Ansbach (1834) wurde er im Mai des gleichen Jahres zur Verwesung der erledigten Stadtpfarrei in Fürth berufen. Nach eineinhalb Jahren wurde er Verweser der vierten Pfarrstelle am St. Michael in Fürth, 1837 Pfarrer, 1861 Distriktschulinspektor in Zirndorf und am 28. April 1864 Hauptpfarrer in Fürth.
Besonders tätig war er auf caritativem Gebiet. Er rief eine Kinderbewahranstalt ins Leben, gründete das Carolinenstift, in dem Witwen und Jungfrauen, welche das 50. Lebensjahr überschritten hatten, Aufnahme sanden. Auf seine Anregung und unter seiner Leitung wurde ein Armen- und Krankenverein für die Kirchengemeinde Fürth gegründet. In den Kriegen 1866 und 1870 war er Vorstand der evangelischen Felddiakonie. Er  ging mit Beispiel voran dadurch, dass während der Kriegszeiten Verwundete und Kranke im Pfarrhaus Aufnahme fanden. Er erhielt dafür von Ludwig II. 1871 das Verdienstkreuz und vom deutschen Kaiser 1873 den preußischen Kronenorden.
1851 bis 1865 wirkte er als Religionslehrer an der königlichen Gewerbe- und Handelsschule, wurde 1861 Distriktsschulinspektor in Zirndorf und im folgenden Jahr Referent des städtischen Volksschulwesens. 1879 erhielt er den Titel eines Kirchenrates und wurde anlässlich seines 50-jährigen Amtsjubiläums vom Prinzregenten Luitpold mit dem Ehrenkreuz des Ludwigsordens ausgezeichnet. 1888 ging er in den Ruhestand (Emeritierung).
In Fürth lernte er seine Frau Caroline, geborene Heinlein (* 14. September 1817; † 16. September 1891) kennen. Aus dieser Ehe gingen acht Mädchen hervor, von denen eine Emilie Lehmus war.

## Auszeichnungen
- 1871 Verdienstkreuz verliehen von Ludwig II.,
- 1873 Preußischer Kronenorden vom deutschen Kaiser,
- 1879 Ehrenkreuz des Ludwigsordens von Prinzregent Luitpold.